# Erondegem
Erondegem is een dorp in de Belgische provincie Oost-Vlaanderen en een deelgemeente van Erpe-Mere, het was een zelfstandige gemeente tot aan de gemeentelijke herindeling van 1977. Erondegem ligt in de Denderstreek aan de Molenbeek en wordt omringd door Erpe, Ottergem, Vlierzele (deelgemeente Sint-Lievens-Houtem) en Impe (deelgemeente Lede).

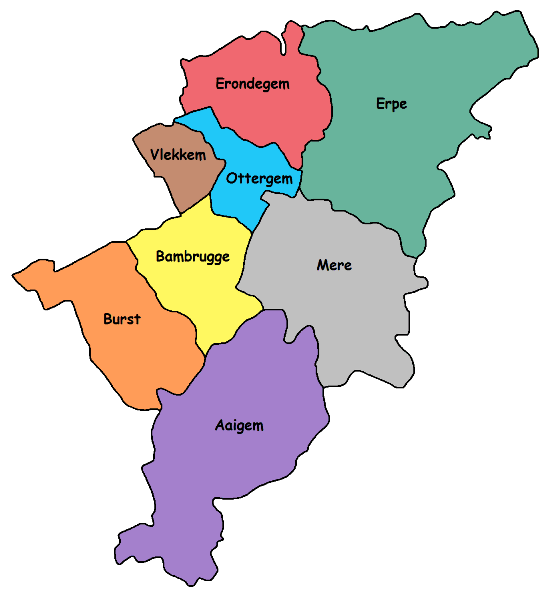
Ligging van Erondegem in Erpe-Mere

## Geschiedenis
Erondegem wordt genoemd in een document uit 868 of 869. Hier wordt het nog Eroldingeheim in pago Bragbattensi genoemd. De naam stamt af van een persoon genaamd Erold of Erond. De gem achter de naam verwijst naar de woonplaats van de desbetreffende persoon. Tussen het begin van de 19e eeuw en 1893 groeide het aantal inwoners met 302.. In de 2e helft van de 20e eeuw groeide het inwonertal verder. Veel pendelaars vestigden zich in Erondegem.

## Demografische ontwikkeling
Bronnen:NIS, Opm:1831 tot en met 1970=volkstellingen; 1976 = inwoneraantal op 31 december

## Bezienswaardigheden
- de Sint-Pietersbandenkerk. Aimé De Baets is zowel pastoor van Ottergem, Vlekkem als Erondegem. Erondegem behoort tot het dekenaat van Lede.

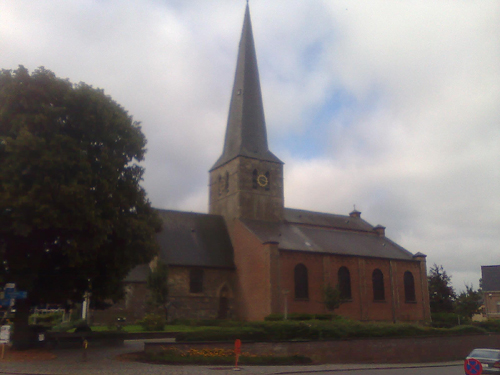
Sint-Pietersbandenkerk
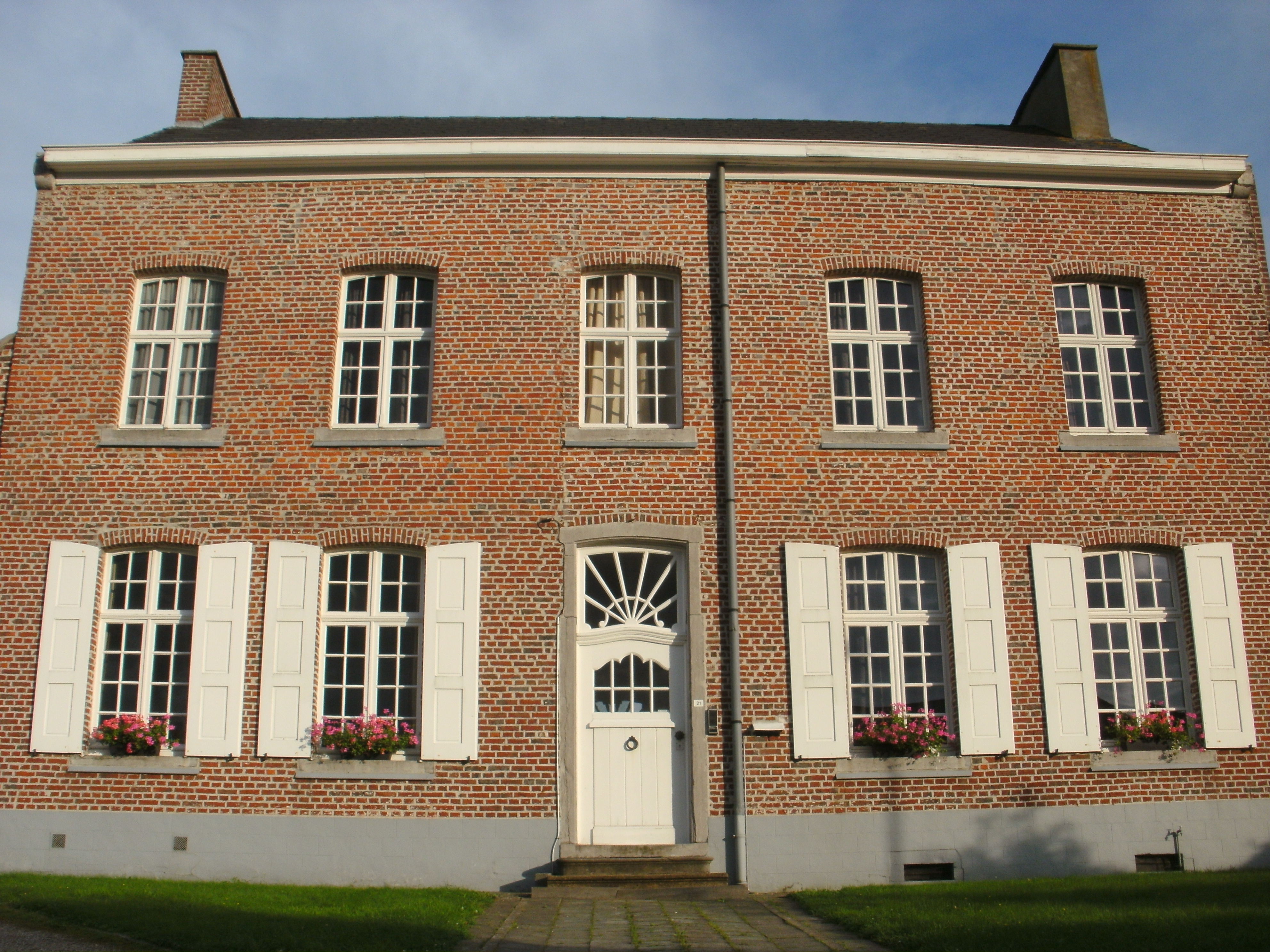
Pastorie
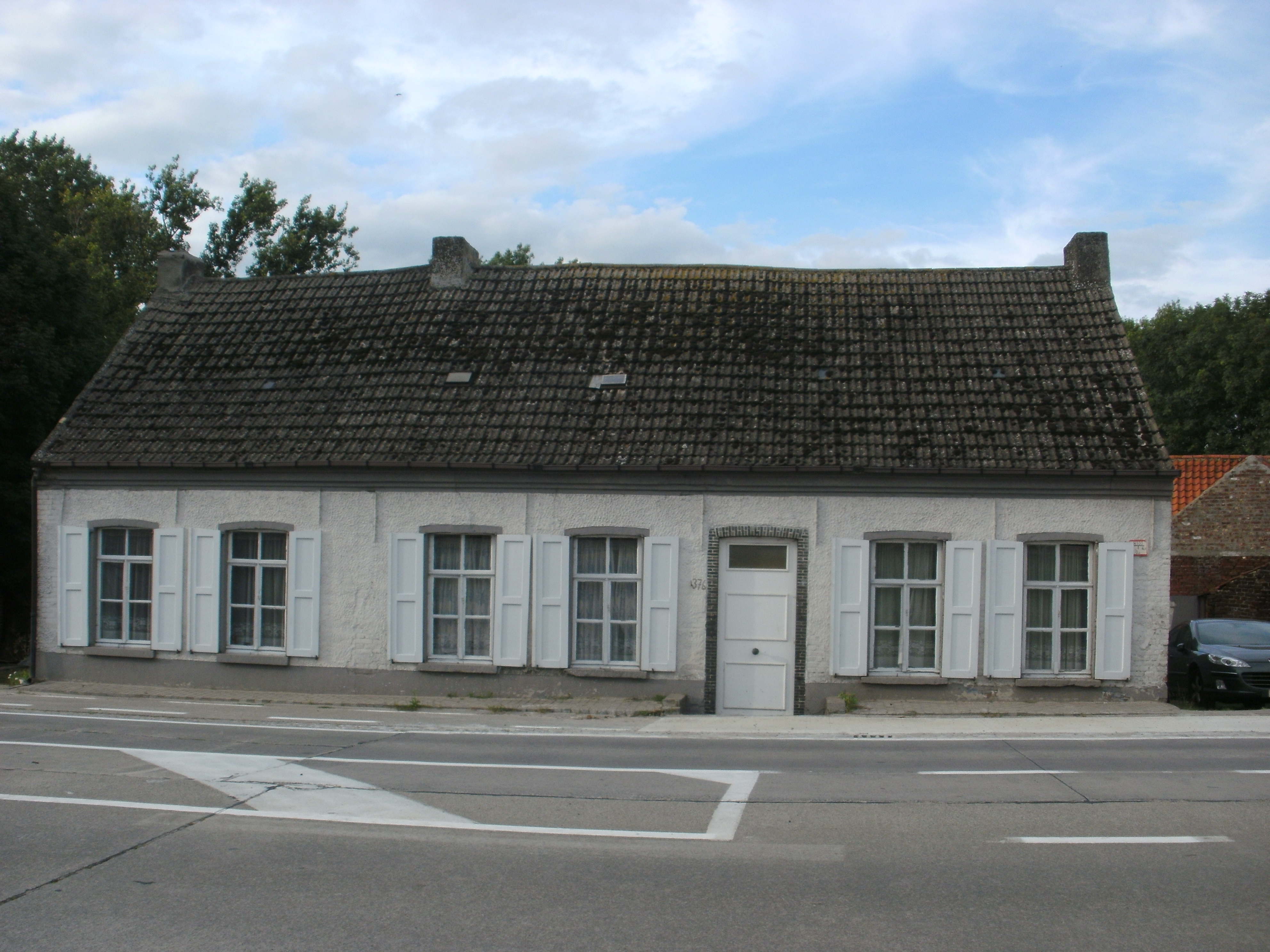
Hoeve aan de Gentsesteenweg

## Natuur en landschap
Erondegem ligt in Zandlemig Vlaanderen. Het hoogste punt is ongeveer 30 meter. Zowel ten oosten als ten westen van de kom stroomt een Molenbeek. Eén daarvan stroomt naar de Schelde, de meer oostelijke, de Molenbeek-Ter Erpenbeek, stroomt naar de Dender.

## Sport
Ooit bezat Erondegem een voetbalclub bij de Belgische Voetbalbond, namelijk KFC Olympia Erondegem dat later fuseerde tot KVC Erpe Erondegem.
Sinds 2011 wordt er jaarlijks in augustus de Erondegemse Pijl, een wielerwedstrijd voor vrouwen, verreden.

## Trivia
- Aan Erondegemnaars werd de bijnaam Plekkers gegeven.[2]
- Etienne De Wint schreef een boek over het dorp, 'Kijk op Erondegem'
- In 2018 maakten De Wanzeelse Kineasten voor Erfgoedcel Denderland video-opnames van verschillende dialecten in de Denderstreek, waaronder het Erondegems.[3]

## Nabijgelegen kernen
Impe, Lede, Erpe, Ottergem, Vlekkem
Deelgemeenten: Aaigem · Bambrugge · Burst · Erondegem · Erpe · Mere · Ottergem · Vlekkem

Gehuchten: Edixvelde (deels) · Egem

Belgische gemeenten · Arrondissement Aalst · Oost-Vlaanderen · Vlaanderen